# Патриотическое движение национального возрождения
Патриотическое движение национального возрождения (пол. Patriotyczny Ruch Odrodzenia Narodowego) — политическая организация (народный фронт) в ПНР.
Основано в 1982 году на базе «Гражданских комитетов национального спасения» (пол. Obywatelskie Komitety Ocalenia Narodowego). В 1983 году после ликвидации Фронта единства народа движение заняло место правящей коалиции, включавшей в себя все легальные партии и политические организации Народной Польши.

## История
Патриотическое движение национального возрождения основано в 1982 году во время военного положения. В декабре того же года в Колонном зале Сейма состоялся съезд, на котором был избран Временный национальный совет движения во главе с писателем Яном Добрачинским.
В 1983 движение заняло место упразднённого в том же году Фронта единства народа — коалиции всех легальных политических партий ПНР, что позволяла Движению формировать и регистрировать свои списки на выборах в Сейм и Национальные советы.
8 мая 1983 на втором съезде избран Национальный совет из 400 членов. Ян Добрачинский был переизбран его главой.
На выборах 1985 года движение получило все 460 мест в Сейме.
После переговоров за «Круглым столом» движение перестало быть единственной легальной политической силой в стране. На частично свободных выборах 1989 года движение получило 299 мест в Сейме, в свободно избираемый Сенат ни одному из членов движения пройти не удалось.
8 ноября 1989 года Патриотическое движение национального возрождения объявило о самороспуске.

## Члены
В состав «Патриотического движения национального возрождения» входили Польская объединённая рабочая партия, Объединённая крестьянская партия, Демократическая партия, а также Ассоциация «ПАКС», Христианская общественная ассоциация, Польский католико-общественный союз и множество других общественных и политических организаций.